# Коченятино (станция)
Коченятино — станция в Ярославском районе Ярославской области. Входит в состав Заволжского сельского поселения.

## География
Находится в восточной части Ярославской области на расстоянии приблизительно 9 км на север-северо-восток по прямой от станции Филино у железнодорожной линии Ярославль-Данилов.

## История
Станция Коченятино (ныне платформа) была открыта в 1904 году. Название дано по соседней деревне.

## Население
Численность населения: 20 человек (русские 100 %) в 2002 году, 48 в 2010.